# 津村紀三子

## 生涯
1902年（明治35年）、兵庫県明石市生まれ。本名しげ。婚姻前の呼名は「津村君子」。兄は劇作家の津村京村。7歳頃から謡曲を習いはじめ、1921年（大正10年）、観世華雪に師事。東京と朝鮮を往復しながら釜山・京城（現・ソウル）で謡曲・仕舞を教え、京城で「羽衣」「菊慈童」などを演能した。しかしながら、当時の能楽界は女人禁制とされており、女性による演能は許されていなかったため、師から破門されることとなった。以後、非公式ではあるが東京・釜山・京城などで活動を続けた。
1939年（昭和14年）大槻十三門で正式に能楽界へ復帰。女性で初めて師範の免状を受ける。「猩々乱」披曲、準職分認定。大内正美と結婚。1948年（昭和23年）、女性の能楽協会への加入が認められた事を受けて、社団法人能楽協会に会員登録。1950年（昭和25年）「道成寺」を披く。同年肺結核に侵されるが、病床で新作能を手掛ける。1956年（昭和31年）再起。緑泉会の後継者を育てながら新作能を発表し、演能活動を続けた。1974年（昭和49年）死去、享年72。近現代能楽史における女性能楽師の先駆者とも評されている。

## 関連書籍
- 金森敦子 『女流誕生 能楽師津村紀三子の生涯』 法政大学出版局、1994年
- 津村紀三子 『散り来る花に 津村紀三子十三回忌記念出版』 緑泉会、1986年